# Imokawa Mukuzo Genkanban no Maki
«Рассказ о привратнике Мутудзо Имокаве» (яп. 芋川椋三玄関番の巻 芋川椋三玄関番之巻 Имокава Мукудзо: Гэнканбан но Маки) — утерянная анимация, которая считается самой первой профессиональной японской анимацией. Была создана Отэном Симокавой в 1917 году. Ей предшествовали ранние работы  Симокавы Дэкодо: дингатё - Мэйян но сиппай (яп. 凸坊新画帳・名案の失敗) и неизвестная анимация, созданная в январе 1917 года.

## Создание
В 1915 году художник Китаяма Сэйтаро начал работать над созданием анимации и вместе с мангакой Отэном Симокавой основал студию Тэннсёку Кацудо: Сясин (яп. 天然色活動写真), экспериментируя над созданием анимации. Симокава рисовал картинки мелом на доске, перерисовывая и фотографируя, создавая эффект анимации. Главным персонажем, выступил консьерж Микудзо Имокава.